# Coup de vent sur la rade d'Alger, 1831
Coup de vent sur la rade d’Alger, 1831 est un tableau réalisé en 1835 par le peintre français Théodore Gudin. Cette huile sur toile représente un épisode maritime survenu en 1831, lors de la campagne d’Algérie. Conservée au musée national de la Marine de Paris, l'œuvre est un dépôt du musée du Louvre.

## Contexte historique
Repéré par Charles X, Théodore Gudin embarque en 1830 pour la campagne d’Algérie. Il est chargé d’illustrer les temps forts de la conquête, en même temps que les peintres Eugène Isabey et Jean-Charles Langlois.
Il réalise notamment des tableaux comme Attaque d'Alger par mer, le 29 juin 1830 et Explosion du fort L'Empereur, à Alger, le 4 juillet 1830. 

## Description
La scène peinte par Gudin se déroule le 7 janvier 1831. La flotte française, embarquée dans deux chébecs, fait face à un violent coup de vent. Elle navigue dans la rade d’Alger en direction de la frégate la Syrène.
L’un des chébecs, secoué par les vagues, occupe le premier plan du tableau. L’attention portée aux postures et visages des marins à la poupe traduit leur affolement face à la tempête. Au second plan, on distingue le second chébec ainsi que la Syrène, également en difficulté.
Pour représenter cette scène de tempête, Gudin fait le choix d’un tableau en grand format (262 × 419 cm) et d’une palette contrastée mêlant couleurs vives et effets de clair-obscur.

## Historique de l’œuvre
Il existe une esquisse préparatoire du tableau, réalisée en 1831 et exposée au Musée national de la Marine de Port-Louis . 
Le tableau est exposé au Salon de peinture et de sculpture, au musée du Louvre, en 1835.